# Semiothisa avitusarioides
Semiothisa avitusarioides là một loài bướm đêm trong họ Geometridae.